# Strychnos peckii
Strychnos peckii är en tvåhjärtbladig växtart som beskrevs av B. L. Robinson. Strychnos peckii ingår i släktet Strychnos och familjen Loganiaceae. Inga underarter finns listade i Catalogue of Life.